# Nyctemera acceptans
Nyctemera acceptans är en fjärilsart som beskrevs av Seit 1915. Nyctemera acceptans ingår i släktet Nyctemera och familjen björnspinnare. Inga underarter finns listade i Catalogue of Life.